# Gens Memmia

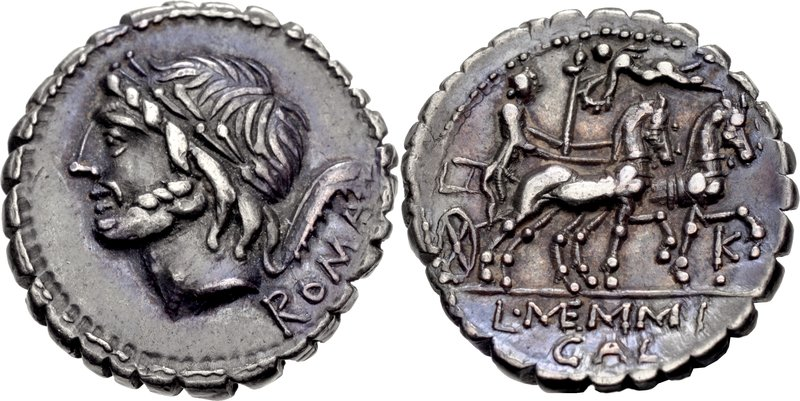
Denario di Lucio Memmio, 106 a.C.. Il retro raffigura la dea Venere su un carro, con Cupido sopra di lei, quasi a voler alludere l'origine troiana dei Memmii.

La gens Memmia fu una gens plebea romana. Il primo membro illustre della gens fu Gaio Memmio Gallo, pretore nel 172 a.C.. In seguito dalla guerra contro Giugurta all'età di Augusto fecero parte della gens numerosi tribuni.

## Origini
Il poeta Virgilio suppose che la famiglia dei Memmi discendeva dall'eroe troiano Mnesteo. Questa tarda tradizione suggerisce che, alla fine della Repubblica, la gens divenne una delle gens più importanti della nobiltà romana. Chase è convinto che la gens abbia avuto origine a Roma. Dalla sua morfologia, il nome potrebbe derivare da un cognomen, Memmo, il cui significato è sconosciuto. L'uso di Quirino, una divinità sabina, sui denari di Gaio Memmio nel 56 a.C., allude, forse, a un'origine sabina della gens.

## Tria nomina

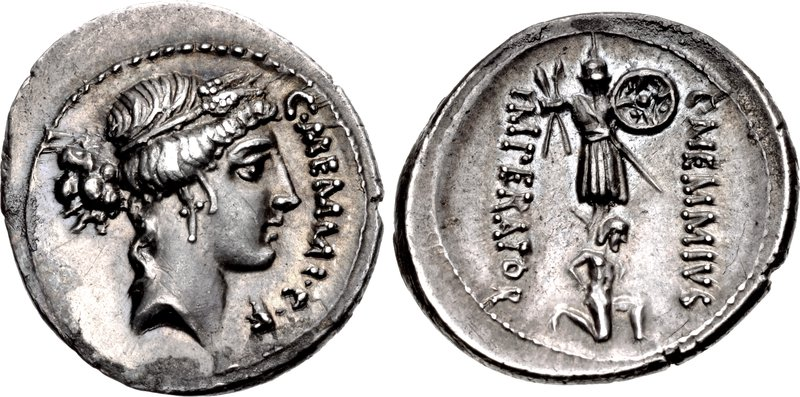
Denario di Gaio Memmio, 56 a.C. Cerere appare sul fronte, mentre sul retro è raffigurato un trofeo con un prigioniero, con la scritta Imperator, per commemorare il padre Gaius, eletto di recente propretore.

### Praenomina
I principali prenomi utilizzati dalla gens furono: Gaio, Lucio, Quinto, Publio e almeno un Tito.

### Cognomina
I Memmii durante l'età repubblicana usavano un certo numero di cognomi personali, tra cui: Quirino, il cui nome richiama un dio sabino, sovente identificato sia con Giano che con Romolo; Gallo, in riferimento all'omonimo animale, o forse alla Gallia e Geminus, nome tradizionalmente dato a un gemello. Altri cognomina, questa volta, vennero utilizzati durante età imperiale come Massimo, dato, solitamente, a un fratello maggiore, o a qualcuno particolarmente autorevole; Regulus, diminutivo di rex, riscontrabile anche in altre famiglie romane; Pollio ("lucidatore", in particolare di armature); Afer (o Afro), riferendosi alla provincia proconsolare dell'Africa e Senecio, diminutivo di senex ("vecchio").

## Membri dellagens

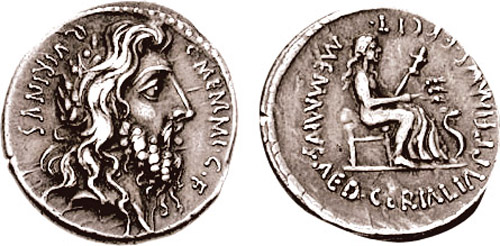
Denario di Gaio Memmio, 56 a.C.. Il fronte, probabilmente, raffigura il dio Quirino; sul retro, invece, è raffigurata Cerere, che potrebbe richiamare un certo Gaio Memmio Quirino, che stabilì i Ludi Ceriales, in onore della dea.

- Gaio Memmio Quirino: edile della plebe prima del 210 a.C., fu il primo ad organizzare i Cerealia a Roma;[2][7]
- Gaio Memmio Gallo: pretore della Sicilia nel 172 a.C.;[2][8][9]
- Tito Memmio: legato nel 170 a.C., fu inviato dal Senato per ascoltare le denunce degli Achei e dei Macedoni contro i magistrati romani:[10][11]
- Quinto Memmio: legato intorno al 164 a.C., fu inviato dal senato agli ebrei;[2][12][13]
- Lucio Memmio C. f.: senatore nel 129 a.C., forse figlio del Gaio Memmio pretore nel 172, probabilmente il senatore che visitò l'Egitto nel 112 a.C.;[14][15][16]
- Lucio Memmio: pretore nel 113 a.C., forse identificabile col fratello del seguente (ipotesi smentita da Broughton);[17]
- Gaio Memmio: soprannominato Mordax, tribuno della plebe nel 111 a.C., pretore intorno al 104 a.C. e candidato per il consolato nel 100, fu linciato dai sostenitori di Lucio Apuleio Saturnino e Gaio Servilio Glaucia;[2][18][19][20][21][22][23][24][25][26]
- Lucio Memmio: triumvir monetalis nel 109 a.C.ca., fratello del precedente, fu sostenitore di Marco Livio Druso e sua figlia sposò Gaio Scribonio Curione, console nel 76 a.C., Cicerone descrisse lui e suo fratello come "oratori mediocri e aggressivi";[27][28][29][30][31]
- Lucio Memmio: triumvir monetalis nel 106 a.C., raffigurava Venere sui suoi denarii, allusione alle origini troiane della gens;[2][32][33]
- Gaio Memmio L. f.: triumvir monetalis nell'87 a.C., insieme a suo fratello Lucio;[34][35]
- Lucio Memmio L. f.: triumvir monetalis nell'87 a.C., insieme a suo fratello Gaio;
- Gaio Memmio: probabilmente figlio di Gaio Memmio, tribuno nel 111, sposò una sorella di Gneo Pompeo, sotto il quale prestò servizio in Sicilia nell'81 a.C., in seguito in Spagna, dove morì nel 75 a.C.;[2][36][37][38][39][40]
- Publio Memmio: testimone alla difesa al processo di Aulo Cecina nel 69 a.C.;[2][41]
- Gaio Memmio Gemino: figlio di Lucio Memmio, il triumvir monetalis nel 109 a.C., oratore eloquente, poeta, tribuno della plebe nel 66 a.C., pretore nel 58 e propretore in Bitinia e Ponto l'anno successivo, fu il primo marito di Fausta Cornelia, figlia di Silla;[2][42][40]
- Gaio Memmio: triumvir monetalis nel 56 a.C., tribuno della plebe nel 54 a.C., perseguitò vari magistrati per corruzione, fu consul suffectus nel 34 a.C. e organizzò dei giochi in onore di Venere Genitrice;[2][40][43][44][45][46][47][48]
- Lucio Memmio: appartenente alla Gens Galeria, tribuno della plebe, distribuì terre ai veterani della VII e della XXVI legione nel 41 a.C.;[49][50]
- Publio Memmio Regolo: console suffetto nell'ottobre del 31 d.C., e successivamente governatore della Macedonia, fu il primo marito di Lollia Paolina, in seguito moglie di Caligola, che lo obbligò a ripudiarla per poterla sposare;[2][51][52][53][54][55]
- Lucio Memmio Pollione:[56] console suffetto nel 49 d.C.;[2][57][58]
- Gaio Memmio Regolo: probabilmente figlio di Publio Regolo e di Lollia Paolina, fu console nel 63 d.C.;[2][59][60][61][62]
- Senecio Memmio Afro: console suffetto nel 99;
- Lucio Memmio Tuscillo Senecio, figlio del console del 99;[63]
- Quinto Aurelio Memmio Simmaco, console nel 485;

### Fonti antiche
- (LA) Tito Livio, Ab Urbe Condita libri.
- (LA) Publio Cornelio Tacito, Annales.
- (LA) Marco Tullio Cicerone, Brutus.
- (LA) Marco Tullio Cicerone, De oratore,  II.

### Studi moderni
- (EN) T. Robert S. Broughton, The Magistrates of the Roman Republic, a cura di Phillip H. De Lacy, collana Philological Monographs, I, 1ª ed., New York, American Philological Association, 1952.
- (EN) T. Robert S. Broughton, The Magistrates of the Roman Republic, a cura di Phillip H. De Lacy, collana Philological Monographs, II, 1ª ed., New York, American Philological Association, 1952.
- (EN) George Davis Chase, The Origin of Roman Praenomina, in Harvard Studies in Classical Philology, vol. 8, 1897,  p. 103, DOI:10.2307/310491. URL consultato il 12 ottobre 2021.
- (EN) Michael Hewson Crawford, Roman Republican Coinage, Londra, Cambridge University Press, 1974, DOI:10.1017/CBO9780511584015, ISBN 9780511584015.
- (EN) William Bodham Donne, A Dictionary of Greek and Roman biography and mythology, a cura di William Smith, II, Taylor, Walton, & Maberly and John Murray, 1867,  pp. 1026-1027.
- (DE) Hans Georg Gundel, Paulys Realencyclopädie der classischen Altertumswissenschaft, XXIV, 1999  [1837],  pp. 987-1187.
- (EN) Timothy Peter Wiseman, Lucius Memmius And His Family, in The Classical Quarterly, vol. 17, n. 1, 1967-05,  pp. 164-167, DOI:10.1017/s0009838800010442. URL consultato il 12 ottobre 2021.